# Eulasia papaveris
Eulasia papaveris is een keversoort uit de familie Glaphyridae. De wetenschappelijke naam van de soort is voor het eerst geldig gepubliceerd in 1843 door Sturm.